# Rasmus Karjalainen
Rasmus Karjalainen (Oulu, 1996. április 4. –) finn válogatott labdarúgó, aki jelenleg a Helsingborgs IF játékosa.

## Pályafutása

### Klubokban
Az OLS csapatában nevelkedett, majd 2014-ben az első csapat tagja lett. A következő évben a Kerho 07 játékosa lett és a harmadosztályban 27 mérkőzésen 15 gólt szerzett. 2016-ban az AC Oulu csapatába igazolt, amely az élvonalban szerepelt. A következő szezont ismét új klubban kezdte, a PS Kemi csapatánál. A 2018-as szezont a KuPS együttesénél töltötte, ahol csapata első számú góllövője lett.

### A válogatottban
2018. június 5-én mutatkozott be a finn labdarúgó-válogatottban a román labdarúgó-válogatott elleni felkészülési mérkőzésen, a 63. percben váltotta Berat Sadikt.